# Noccaea tymphaea
Noccaea tymphaea är en korsblommig växtart som först beskrevs av Heinrich Carl Haussknecht, och fick sitt nu gällande namn av Friedrich Karl Meyer. Noccaea tymphaea ingår i släktet backskärvfrön, och familjen korsblommiga växter. Inga underarter finns listade i Catalogue of Life.